# Terremoto di Ardabil dell'893
Il terremoto di Ardabil dell'893 è stato un evento sismico avvenuto nel 28 marzo dell'893 nei pressi di Ardabil, in Iran. Il numero approssimativo delle vittime è stato stimato attorno ai 200.000 morti, ed è secondo lo United States Geological Survey il sesto terremoto per numero di vittime della storia.
Nonostante la zona nei pressi di Arbadil sia soggetta a frequenti terremoti, questo del marzo dell'893 potrebbe tuttavia essere stato confuso con un terremoto avvenuto nel dicembre di quell'anno nei pressi di Dvin, in Armenia, e le fonti si riferiscono probabilmente al quel terremoto e quindi in realtà il numero dei morti potrebbe riferirsi al sisma di Dvin, evento registrato da cronisti armeni e arabi, tra cui Ibn al-Jawzi. Tuttavia nel XIV secolo, a causa dell'errata traduzione della parola araba Dvin, in 'Dabil', 'Ardabil', lo storico Ibn Kathir collocò il terremoto ad Arbadil, fatto riportato nel secolo successivo anche da al-Suyuti, con descrizioni che però sembrano riferirsi ad un sisma avvenuto a Dvin.